# MHEG-5
MHEG-5 또는 ISO/IEC 13522-5는 멀티미디어와 하이퍼미디어 전문가 단체(Multimedia and Hypermedia information coding Experts Group, MHEG)가 표준화한 멀티미디어 정보 표현에 관한 국제 표준 집합의 일부이다. 쌍방향 텔레비전 서비스를 기술하기 위한 언어로 일반적으로 사용된다.

## 특징
MHEG-5는 쌍방향 TV 신호를 송수신하기 위해 사용되는 쌍방향 TV 미들웨어를 위한 라이선스 자유 및 공용 표준이다. 다양한 TV 중심의 양방향 서비스의 디플로이를 허용한다.

## 클래스 계층
상기 그림의 PDF 버전 다운로드 위치: http://mheg5.net/down/class.pdf

## 같이 보기
- 멀티미디어 홈 플랫폼(MHP)